# Westover (Alabama)
Westover è un comune degli Stati Uniti d'America situato nella contea di Shelby dello Stato dell'Alabama.
Costituito come comune dal 2001.